# Инженер-генерал-полковник
Инженер-генерал-полковник — воинское звание высшего офицерского состава инженерно-береговой службы в Военно-Морском Флоте СССР в 1942 г. — 1950-е гг.
Установлено постановлением Государственного комитета обороны СССР от 17 июня 1942 г. № 1912 «О введении персональных воинских званий всему инженерно-техническому составу береговой службы Военно-Морского Флота Союза ССР».
Отменено в первой половине 1950-х гг.
Звание инженер-генерал-полковника за всю историю никому не присваивалось.